# Харьковская областная универсальная научная библиотека
Харьковская областная универсальная научная библиотека — ведущее общедоступное культурно-образовательное, научно-информационное учреждение региона, депозитарий краеведческих и местных изданий; методический центр для публичных библиотек Харьковской области.

## История
Библиотека основана в 1951 году. В начале деятельности находилась в выделенной комнате городской детской библиотеки № 9, а с 1953 года получила собственное помещение в жилом доме по улице Кооперативной, 13/2, где находится и сейчас.
С 25 сентября 1958 г. был организован методично-библиографический отдел. С тех пор библиотека расширяет свои функции и становится методическим центром для массовых библиотек области.
1970-е гг. в истории библиотеки является периодом прогрессивных изменений. Активно идет процесс централизации библиотек области, в котором областная библиотека занимает ведущее место.
В 1974 году был основан отдел обслуживания специалистов сельского хозяйства, который в 1995 году реорганизован в отдел технической и сельскохозяйственной литературы. С 2008 года в отделе работает клуб цветоводов «Лилея», который объединил всех, кто интересуется садоводством, цветоводством, дизайном.
В 1984 г. в соответствии с приказом Министерства культуры Украинской ССР Харьковской областной библиотеке для взрослых предоставляется статус государственной областной универсальной научной библиотеки. Сейчас библиотека находится в подчинении областного совета.
В 2002 г. библиографический отдел был реорганизован в Региональный информационный центр «Харьковщина». К существующим секторам информационно-библиографического и краеведческого присоединился сектор информации по вопросам культуры и искусства. Отдел формирует фонд краеведческих документов и заключает универсальные, тематические, персональные, рекомендательные краеведческие библиографические указатели.
С конца 90-х годов стартовала компьютеризация библиотечной деятельности. С 1997 года ведутся электронные базы данных «Харьковщина», «культурная жизнь Харьковской области», «знаменательные и памятные даты Харьковщины». В 1998 году в библиотеке был создан отдел автоматизации библиотечных процессов, а через год за счет гранта Международного фонда «Возрождение» в заведении открылся центр Интернет. В 2001 году ХОУНБ получила грант проекта «Интернет для читателей публичных библиотек», в этом же году основан сайт библиотеки. С 2004 года организован электронный каталог.
В 2010 году в рамках программы «Библиомост» открыт Региональный тренинговый центр. Приоритеты центра-повышение квалификации работников библиотек области, обучение различных групп пользователей и предоставление для населения новых услуг с использованием свободного доступа к интернету. На его базе основан социальный проект « Открой для себя интернет».

## Фонд
Фонд библиотеки имеет универсальный характер, то есть присутствуют документы из разных областей знания.
ХОУНБ выполняет депозитарную функцию: благодаря получению местного обязательного экземпляра документов собирает в своих фондах всю печатную продукцию всех издательств, фирм и книгопечатных организаций Харькова и области. Пополнение фонда осуществляется также благодаря государственной программе «Украинская книга» (выпуск и распространение изданий за государственный счет). Благодаря этим источникам каждый год фонд библиотеки пополняется примерно на 5000-6000 экз. книг.
Поиск в фонде осуществляется с помощью справочного аппарата: алфавитный каталог, систематический каталог, каталог периодических изданий, картотека названий произведений художественной литературы, картотека новых поступлений, систематическая картотека статей, систематический каталог справочных и библиографических изданий; алфавитный краеведческий каталог, сводный систематический каталог краеведческих материалов; электронный каталог, электронные базы данных «Харьковщина», «Знаменательные и памятные даты Харьковщины», «культурная жизнь Харьковской области».